# يوكي أوروشيبارا

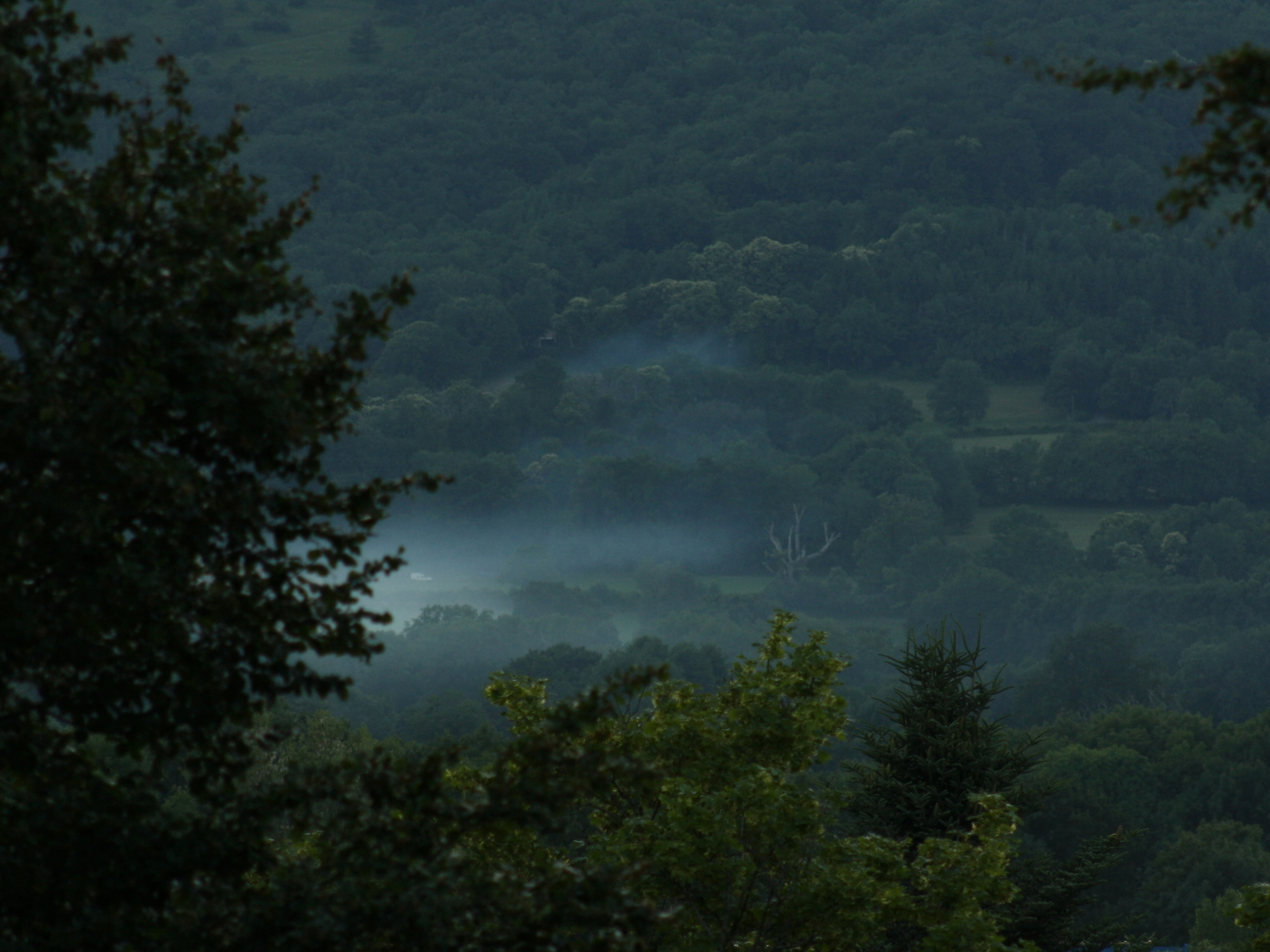
جبل جورا في يوم ماطر.

يوكي أوروشيبارا (باليابانية: 漆原 友紀)، هي رسامة مانغا يابانية من محافظة ياماغوتشي، ولدت في 23 كانون الثاني 1974. معروفة بسلسلة موشيشي التي فازت عنها بجائزة التميز عام 2003. وأيضا جائزة كودانشا للمانغا في عام 2006.

## أعمالها
- Bio Luminescence، (مجلد واحد، 1992-1997).[3]
- Filament، تجميع للأعمال القصيرة (2004)
- موشيشي، (1999–2008،كودانشا،10 مجلدات)، نشرت في مجلة afternoon، ولاحقا تم تحويلها إلى أنمي.
- Suiiki،(مجلدين، 2009-2010) نشرت في مجلة afternoon.[4]
- Neko ga Nishimukya ، تدور احداث القصة حول شخصين وقط يعيشيون في عالم يواجه ظواهر غريبه تدعى ”فلو” ويكسبون المال عن طريق مواجهتها والتعامل معها.